# Corrugaciones en caminos
Las "corrugaciones" o "serruchos" (conocido en inglés como "washboarding"  o "tabla de lavar") son la formación de ondulaciones transversales periódicas en la superficie de caminos de tierra y grava. Ocurre en material de carretera seco y granular,  como arena y gravilla, con tráfico repetido, viajando a velocidades superiores a 8,0 kilómetros por hora (5 mph). Pueden ocurrir, con menor frecuencia en caminos con agregados cohesivos, como arcillas. 
Se forman espontáneamente en la superficie de los caminos de arena o gravilla con el paso de vehículos a velocidades que producen vibraciones de la rueda sobre el camino inicialmente sin ondulaciones. La vibraciones hacen que las partículas del agregado se suelten y se desplacen, formando ondulaciones transversales. 
Crea un viaje incómodo para los ocupantes de los vehículos que lo atraviesan y condiciones de conducción peligrosas para los vehículos que viajan demasiado rápido para mantener tracción y control.

### Causas
Las causas de corrugación de carreteras pueden variar, pero generalmente se deben a la combinación de la vibración de los vehículos, la falta de compactación adecuada del agregado y la erosión causada por la lluvia y otros factores ambientales. Las ondulaciones también pueden ser causadas por el desgaste desigual de los neumáticos de los vehículos, lo que puede crear una oscilación en la superficie de la carretera.

### Efectos
La corrugación de carreteras puede tener varios efectos negativos, incluyendo:
- Aumento del desgaste de los neumáticos y la suspensión de los vehículos.
- Reducción de la eficiencia del combustible debido a la mayor resistencia al rodamiento.
- Peligro para la seguridad vial debido a la superficie irregular del camino.

Ejemplos de caminos corrugados, en distintos tipos de suelo

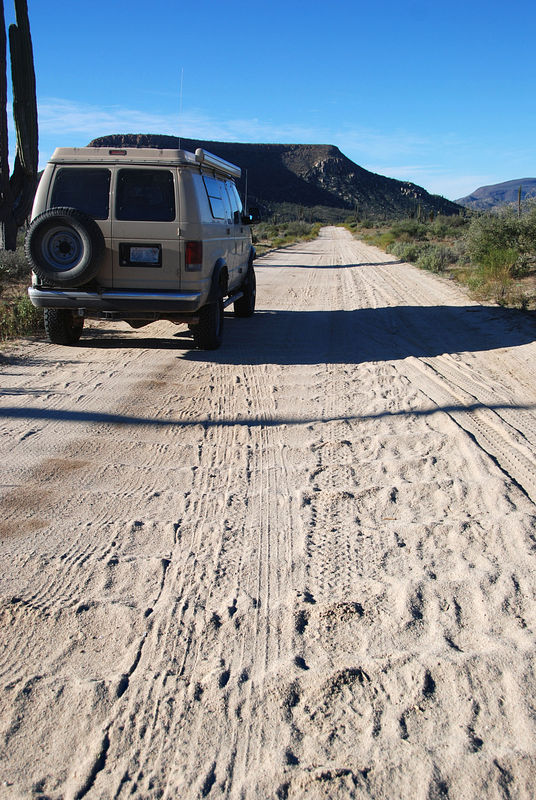
Suelo arenoso, con partículas finos Baja California
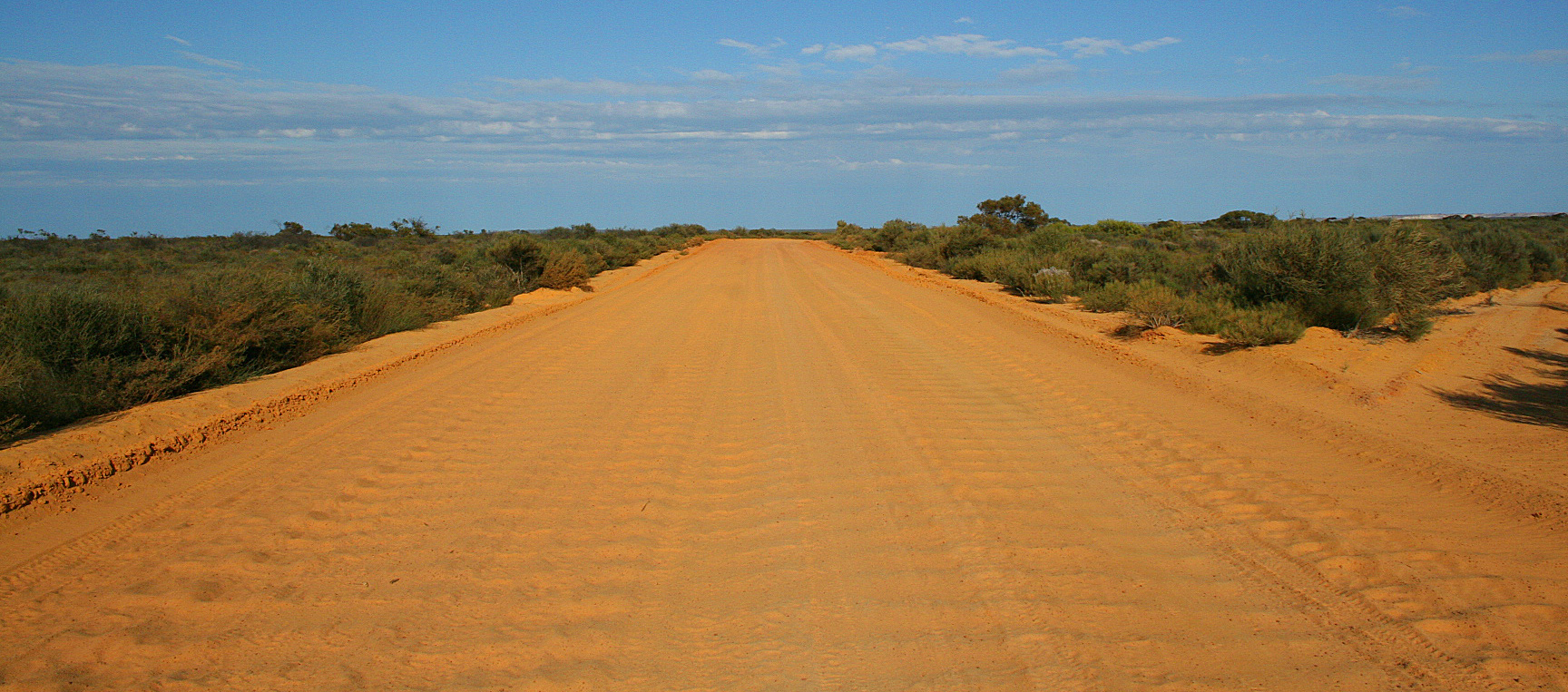
Suelo parcialmente cohesivo en un camino del Parque nacional Kalbarri, Australia
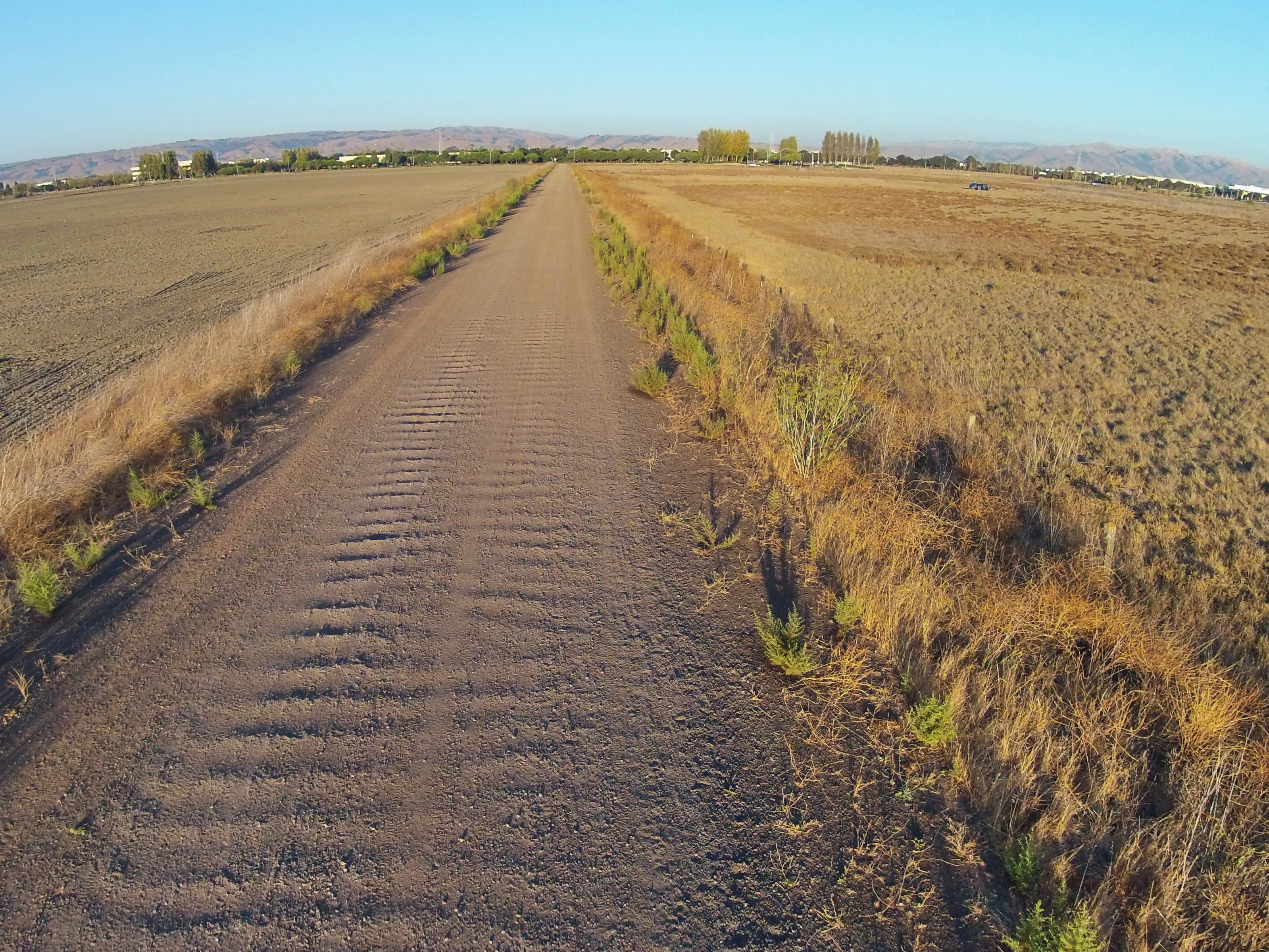
Camino de grava con partículas gruesas en un camino de Fremont, California

### Prevención y soluciones
Para prevenir la corrugación de carreteras, se pueden tomar varias medidas durante la construcción y el mantenimiento del camino, como:
- Compactar adecuadamente la capa de agregado durante la construcción.
- Mantener el camino bien drenado para prevenir la erosión.
- Utilizar materiales de alta calidad y adecuados para el tipo de tráfico que soportará el camino.
- Mantener una velocidad moderada al conducir por caminos de tierra o gravilla.

Si se producen ondulaciones en la superficie del camino, se pueden tomar medidas para remediar el problema, como:
- Extender una capa de material nuevo y compactarlo adecuadamente.
- Humedecer la superficie del camino para evitar que el polvo se levante y contribuya a la erosión.
- Utilizar equipos de construcción especializados para nivelar la superficie del camino.

### Conclusión
La corrugación de carreteras es un problema común en caminos de tierra y gravilla, y puede tener varios efectos negativos en la seguridad vial y en los vehículos que transitan por el camino. La prevención y la solución del problema requieren un enfoque cuidadoso y una combinación de medidas de construcción y mantenimiento adecuadas para asegurar la seguridad y la eficiencia del camino.